# Ducati Monster 796
Ducati Monster 796 – włoski motocykl typu naked bike produkowany przez Ducati od 2010 roku. Model ten wypełnił lukę pomiędzy Ducati Monster 696, a Ducati Monster 1100.

## Dane techniczne/Osiągi
Silnik: V2

Pojemność silnika: 803 cm³

Moc maksymalna: 87 KM/8250 obr./min

Maksymalny moment obrotowy: 78 Nm/6250 obr./min

Prędkość maksymalna: 215 km/h 

Przyspieszenie 0-100 km/h: 3,7 s